# Jalen Johnson
Jalen Tyrese Johnson (Wisconsin, 18 de dezembro de 2001) é um jogador norte-americano de basquete profissional que atualmente joga no Atlanta Hawks da National Basketball Association (NBA).
Ele jogou basquete universitário pelo Duke Blue Devils e foi selecionado pelos Hawks como a 20º escolha geral no draft da NBA de 2021.

## Carreira no ensino médio
Johnson jogou seus dois primeiros anos de basquete do ensino médio na Sun Prairie High School em Sun Prairie, Wisconsin. Como calouro em 2016-17, Johnson teve médias de 15,2 pontos, 6,2 rebotes, 2,1 assistências, 1,2 roubadas de bola e 1,1 bloqueios para ajudar sua equipe a chegar a um recorde de 20-4. Em seu segundo ano, ele teve médias de 18,4 pontos, 9,6 rebotes, 4,0 assistências, 1,9 roubadas de bola e 1,5 bloqueios para ajudar sua equipe a chegar a um recorde de 25-2. Ele liderou a equipe à sua primeira aparição nas semifinais do torneio estadual.
Após seu segundo ano, ele se transferiu para a Nicolet High School em Glendale, Wisconsin. Johnson ajudou a levar Nicolet ao título do campeonato estadual. Ele foi nomeado o Jogador do Ano de Wisconsin pela Associated Press. Em 2019, Johnson se transferiu para a IMG Academy em Bradenton, Flórida, para jogar seu último ano. Em 5 de janeiro de 2020, ele deixou a IMG Academy, antes de retornar a Nicolet, embora não necessariamente para jogar basquete. Ele foi considerado elegível em 8 de fevereiro para jogar o restante da temporada por Nicolet depois de nunca ter jogado um jogo pela IMG. Em sua última temporada, Johnson teve médias de 24,6 pontos, 10,9 rebotes e 4,8 assistências em 9 jogos. Ele foi selecionado para jogar no Jordan Brand Classic, que foi cancelado devido à pandemia do COVID-19.

### Recrutamento
Johnson foi classificado como um recruta de cinco estrelas e o 13º melhor jogador na turma do ensino médio de 2020.
Em 4 de julho de 2019, Johnson se comprometeu a jogar basquete universitário em Duke, rejeitando as ofertas de Arizona, Kentucky e Wisconsin.
| Nome | Cidade Natal                                          | Escola       | Altura             | Peso           | Data               |
| --- | ----------------------------------------------------- | ------------ | ------------------ | -------------- | ------------------ |
| Jalen Johnson SF | Milwaukee, WI                                         | Nicolet (WI) | 6 ft 8 in (2.03 m) | 210 lb (95 kg) | 4 de Julho de 2019 |
| Jalen Johnson SF | Recrutamento: Rivals: 247Sports: ESPN: ESPN grade: 94 |              |                    |                |                    |
| Rankings: Rivals: 9º \| 247Sports: 14º \| ESPN: 13º |                                                       |              |                    |                |                    |
| - Nota: Em muitos casos, Scout, Rivals, 247Sports e ESPN podem entrar em conflito em suas listas de altura e peso, nestes casos, a média foi obtida. - Fonte: |                                                       |              |                    |                |                    |

## Carreira universitária
Em sua estreia universitária em 28 de novembro de 2020, Johnson registrou 19 pontos, 19 rebotes e quatro bloqueios na vitória por 81-71 contra Coppin State. Em 30 de novembro de 2020, Johnson recebeu o Prêmio de Calouro da Semana da ACC. Em 26 de janeiro de 2021, ele teve 18 pontos e 6 rebotes na vitória por 75-68 sobre Georgia Tech.
Em sua curta passagem por Duke, Johnson jogou em 13 jogos e teve médias de 11,2 pontos, 6,2 rebotes e 2,0 assistências. Ele perdeu três jogos com uma lesão no pé em dezembro de 2020. Em 15 de fevereiro de 2021, Johnson anunciou que renunciaria ao restante da temporada, encerrando efetivamente sua carreira universitária e se declarando para o draft da NBA de 2021.

## Carreira profissional

### Atlanta Hawks (2021–Presente)
Em 29 de julho de 2021, Johnson foi selecionado pelo Atlanta Hawks como a 20ª escolha geral no draft da NBA de 2021. Em 4 de agosto de 2021, ele assinou um contrato de 4 anos e US$12.8 milhões com os Hawks. Em sua estreia pela equipe, ele registrou um duplo-duplo com 20 pontos e 10 rebotes em uma derrota por 85-83 contra o Boston Celtics na Summer League 2021.
Johnson foi designado para o afiliado dos Hawks na G-League, o College Park Skyhawks, para a abertura da temporada da G League. Após o término da temporada, ele passou por um procedimento não cirúrgico no joelho esquerdo.
Em 21 de outubro de 2024, Johnson e os Hawks concordaram com uma extensão de contrato de cinco anos e US$ 150 milhões.

## Estatísticas da carreira

### NBA

#### Temporada regular
| Ano      | Equipe   | PJ  | PT | MPJ  | AP   | 3P   | LL   | RT  | AS  | BR  | TO | PPJ  |
| -------- | -------- | --- | -- | ---- | ---- | ---- | ---- | --- | --- | --- | -- | ---- |
| 2021–22  | Atlanta  | 22  | 0  | 5.5  | .537 | .231 | .714 | 1.2 | .1  | .1  | .1 | 2.4  |
| 2022–23  | Atlanta  | 70  | 6  | 14.9 | .491 | .288 | .628 | 4.0 | 1.2 | .5  | .5 | 5.6  |
| 2023–24  | Atlanta  | 56  | 52 | 33.7 | .511 | .355 | .728 | 8.7 | 3.6 | 1.2 | .8 | 16.0 |
| Carreira | Carreira | 148 | 58 | 18.0 | .513 | .291 | .690 | 4.6 | 1.6 | .6  | .4 | 8.0  |

#### Play-In
| Ano      | Equipe   | PJ | PT | MPJ  | AP    | 3P    | LL   | RT  | AS  | BR  | TO | PPJ  |
| -------- | -------- | -- | -- | ---- | ----- | ----- | ---- | --- | --- | --- | -- | ---- |
| 2022     | Atlanta  | 1  | 0  | 3.4  | 1.000 | 1.000 | –    | 2.0 | .0  | .0  | .0 | 3.0  |
| 2023     | Atlanta  | 1  | 0  | 14.2 | .625  | .000  | .000 | 7.0 | 3.0 | 3.0 | .0 | 10.0 |
| Carreira | Carreira | 2  | 0  | 8.7  | .812  | .500  | .000 | 4.5 | 1.5 | 1.5 | .0 | 6.5  |

#### Playoffs
| Ano      | Equipe   | PJ | PT | MPJ | AP   | 3P   | LL    | RT  | AS  | BR | TO | PPJ |
| -------- | -------- | -- | -- | --- | ---- | ---- | ----- | --- | --- | -- | -- | --- |
| 2022     | Atlanta  | 2  | 0  | 4.5 | .000 | .000 | –     | .0  | .0  | .0 | .0 | .0  |
| 2023     | Atlanta  | 6  | 0  | 9.3 | .417 | .364 | 1.000 | 2.5 | 1.3 | .5 | .0 | 4.3 |
| Carreira | Carreira | 8  | 0  | 6.9 | .208 | .182 | 1.000 | 1.2 | .6  | .2 | .0 | 2.1 |

### Universitário
| Ano     | Equipe | PJ | PT | MPJ  | AP   | 3P   | LL   | RT  | AS  | BR  | TO  | PPJ  |
| ------- | ------ | -- | -- | ---- | ---- | ---- | ---- | --- | --- | --- | --- | ---- |
| 2020–21 | Duke   | 13 | 8  | 21.4 | .523 | .444 | .632 | 6.1 | 2.2 | 1.2 | 1.2 | 11.2 |